# Skorped

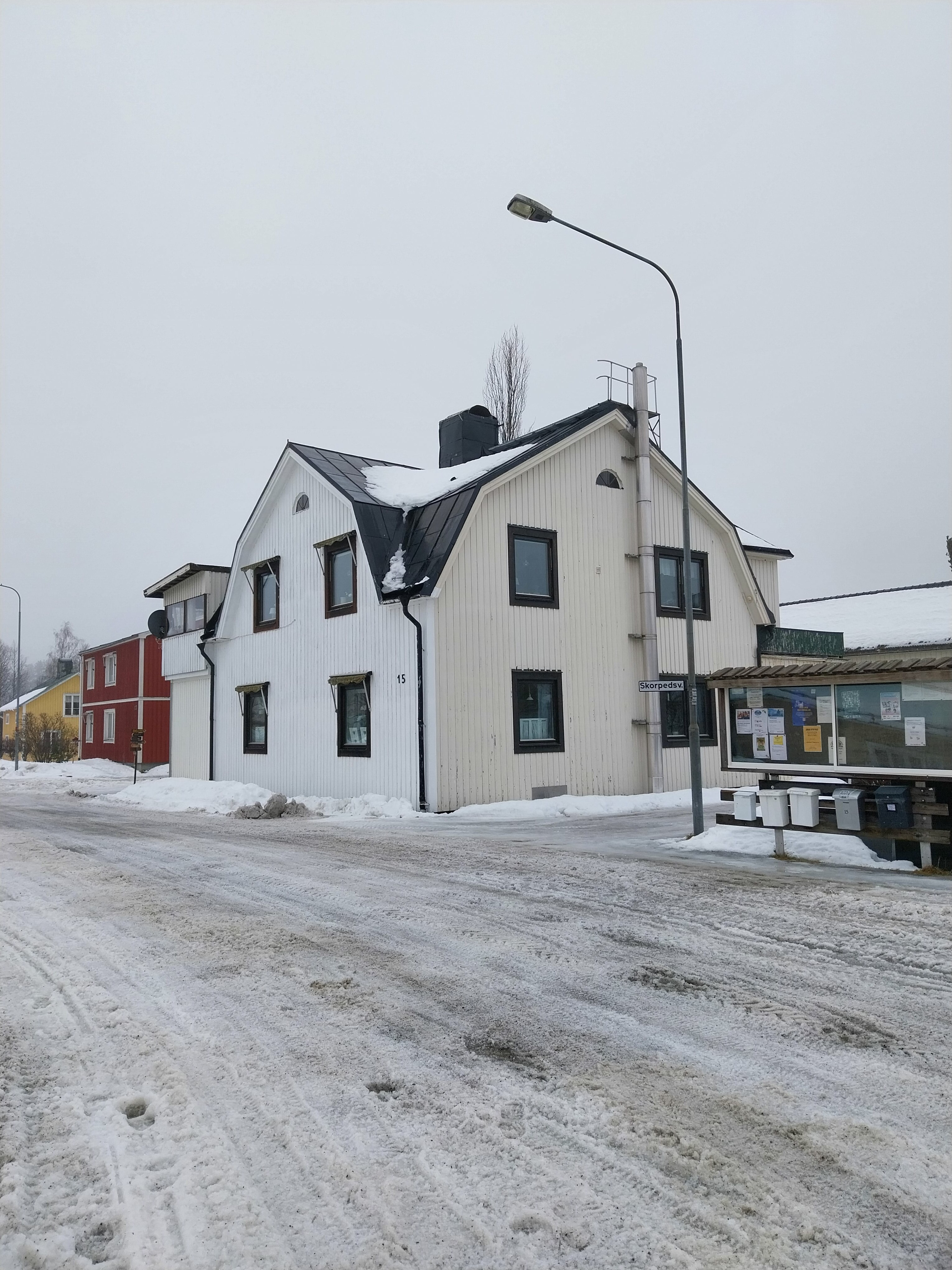
Skorpeds alter Platz

Skorped  [skɔrpˌeːɖ] ist ein Ort in der Gemeinde Örnsköldsvik, Schweden, mit 554 Einwohnern (Stand 2022). Die nördliche Stammbahn verläuft durch den Ort.